# Heterodrilus minisetosus
Heterodrilus minisetosus är en ringmaskart som beskrevs av Erséus 1981. Heterodrilus minisetosus ingår i släktet Heterodrilus och familjen glattmaskar. Inga underarter finns listade i Catalogue of Life.